# Фуроре
Фуроре (італ. Furore) — муніципалітет в Італії, у регіоні Кампанія,  провінція Салерно.
Фуроре розташоване на відстані близько 230 км на південний схід від Рима, 35 км на південний схід від Неаполя, 20 км на захід від Салерно.
Населення — 810 осіб (2014).
Щорічний фестиваль відбувається 17 травня. Покровитель — San Pasquale Baylon.

## Демографія
Населення за роками:

Станом на 1 січня 2023 року в муніципалітеті офіційно проживало 28 іноземців з 9 країн, серед них 4 громадяни країн Євросоюзу та 11 громадян України.

## Сусідні муніципалітети
- Аджерола
- Амальфі
- Конка-дей-Марині
- Праяно